# Michael Venus
Michael Venus, né le 16 octobre 1987 à Auckland, est un joueur de tennis néo-zélandais et américain, professionnel depuis 2009. Il a joué sous les couleurs américaines entre décembre 2004 et juin 2010, avant de retrouver la nationalité néo-zélandaise, intégrant ainsi l'équipe de Nouvelle-Zélande de Coupe Davis.
Plus prolifique en double, il a remporté 25 titres ATP dont le tournoi de Roland-Garros en 2017.

## Carrière
Il a étudié un an à l'Université du Texas à Austin puis deux ans à l'Université d'État de Louisiane. À la fin de la saison 2008-2009, il atteint le 7e rang en simple et le 4e rang en double au classement universitaire. Il joue ses premiers tournois Future en 2006 et reçoit une invitation pour disputer le tournoi de Washington où il s'incline au premier tour contre Janko Tipsarević.
Après la fin de ses études en juin 2009, il décide de passer professionnel. Il remporte rapidement son premier tournoi à Peoria puis participe grâce à une invitation aux qualifications de l'US Open, où il perd au deuxième tour contre Giovanni Lapentti. En juin 2010, après un second titre acquis à Loomis en Californie, il décide de représenter de nouveau son pays d'origine, la Nouvelle-Zélande, ce qui lui permet de jouer sa première rencontre de Coupe Davis qu'il perd en 4 h 36 contre Aisam Qureshi sur le score de 7-62, 4-6, 6-2, 2-6, 15-13. En août, il atteint la finale du tournoi Challenger de Karshi en s'inclinant contre Blaž Kavčič. En 2011, invité au tournoi d'Auckland, il perd contre Tommy Robredo (6-76, 6-3, 6-0), tandis que l'année suivante, il s'incline contre Santiago Giraldo (6-4, 6-3) et atteint les demi-finales en double, associé à Daniel King-Turner. Il remporte aussi son dernier tournoi à Margaret River.
À partir de juin 2013, il joue systématiquement les épreuves de double. Il s'associe notamment à Bradley Klahn et Yuki Bhambri et remporte ses premiers tournois Challenger à Winnetka, Binghamton et Yokohama. Lors de l'Open d'Australie 2014, titulaire d'une invitation, il accède au troisième tour du tournoi avec Bhambri. En juillet, il parvient à se qualifier pour le tournoi d'Atlanta en simple et y atteint les demi-finales en double.
En 2015, lors du tournoi d'Auckland, il remporte son premier match dans un tournoi ATP contre Alejandro González en sauvant trois balles de match (5-7, 6-3, 7-67). Associé à Oliver Marach à l'Open d'Australie, il atteint les huitièmes de finale après avoir battu les têtes de série no 5, Peya et Soares. Début avril, il entame une collaboration avec le Croate Mate Pavić. Après deux succès à Raanana et Mersin, ils remportent leur premier tournoi ATP à Nice en venant difficilement à bout des favoris Rojer et Tecău. Toujours avec Pavić, il remporte trois nouveaux tournois début 2016 et atteint le troisième tour à Wimbledon, ne s'inclinant que 16-14 au 5e set contre le no 1 mondial Jamie Murray et Bruno Soares. Durant la seconde partie de la saison, il participe à quatre autres finales puis met fin à sa collaboration avec Pavić.
En 2017, à la recherche d'un nouvel équipier, il décide de s'associer avec son ami d'enfance Ryan Harrison pour le tournoi de Roland-Garros avec lequel il vient de s'imposer à Estoril. Ils créent la surprise en remportant le titre. Après avoir écarté les têtes de série n°4 et 7, ils remportent tous leurs matchs en trois sets pour s'imposer en finale contre Santiago González et Donald Young.
En 2018, il atteint avec Raven Klaasen la finale du tournoi de Wimbledon où ils s'inclinent contre Mike Bryan et Jack Sock.
En 2019, associé à Raven Klaasen, il atteint la finale du Masters de Londres et la perd face à Pierre-Hugues Herbert et Nicolas Mahut.
Associé à John Peers en 2020 et début 2021, il remporte 4 titres avec son partenaire.
En 2021, il remporte son cinquième tournoi ATP 500 à Hambourg puis son premier Masters 1000 au Masters de Paris-Bercy avec l'Allemand Tim Pütz.

## Palmarès

### Titres en double messieurs
| 25 titres en double | 1 G. Chelem | 1 G. Chelem | 1 G. Chelem | 1 G. Chelem | 0 Masters  | 0 Masters  | 0 Masters   | 0 Masters   | 1 Masters 1000 | 1 Masters 1000 | 1 Masters 1000 | 1 Masters 1000 | 7 ATP 500          | 7 ATP 500          | 7 ATP 500          | 7 ATP 500          | 16 ATP 250         | 16 ATP 250         | 16 ATP 250     | 16 ATP 250     | 0 JO           | 0 JO           | 0 JO           | 0 JO           |
| 25 titres en double | 12 sur dur  | 12 sur dur  | 12 sur dur  | 12 sur dur  | 12 sur dur | 12 sur dur | 4 sur gazon | 4 sur gazon | 4 sur gazon    | 4 sur gazon    | 4 sur gazon    | 4 sur gazon    | 9 sur terre battue | 9 sur terre battue | 9 sur terre battue | 9 sur terre battue | 9 sur terre battue | 9 sur terre battue | 0 sur moquette | 0 sur moquette | 0 sur moquette | 0 sur moquette | 0 sur moquette | 0 sur moquette |

| No | Date       | Nom et lieu du tournoi                       | Catégorie    | Dotation     | Surface      | Partenaire    | Finalistes                            | Score              |          |
| -- | ---------- | -------------------------------------------- | ------------ | ------------ | ------------ | ------------- | ------------------------------------- | ------------------ | -------- |
| 1  | 17-05-2015 | Open de Nice Côte d'Azur Nice                | ATP 250      | 439 405 €    | Terre (ext.) | Mate Pavić    | Jean-Julien Rojer Horia Tecău         | 7-64, 2-6, [10-8]  | Parcours |
| 2  | 11-01-2016 | ASB Classic Auckland                         | ATP 250      | 463 520 $    | Dur (ext.)   | Mate Pavić    | Eric Butorac Scott Lipsky             | 7-5, 6-4           | Parcours |
| 3  | 01-02-2016 | Open Sud de France Montpellier               | ATP 250      | 463 520 €    | Dur (int.)   | Mate Pavić    | Alexander Zverev Mischa Zverev        | 7-5, 7-64          | Parcours |
| 4  | 15-02-2016 | Open 13 Provence Marseille                   | ATP 250      | 596 790 €    | Dur (int.)   | Mate Pavić    | Jonathan Erlich Colin Fleming         | 6-2, 6-3           | Parcours |
| 5  | 06-06-2016 | Ricoh Open Bois-le-Duc                       | ATP 250      | 566 525 €    | Gazon (ext.) | Mate Pavić    | Dominic Inglot Raven Klaasen          | 3-6, 6-3, [11-9]   | Parcours |
| 6  | 01-05-2017 | Millenium Estoril Open Estoril               | ATP 250      | 482 060 €    | Terre (ext.) | Ryan Harrison | David Marrero Tommy Robredo           | 7-5, 6-2           | Parcours |
| 7  | 30-05-2017 | Roland-Garros Paris                          | G. Chelem    | 16 790 000 € | Terre (ext.) | Ryan Harrison | Santiago González Donald Young        | 7-65, 64-7, 6-3    | Parcours |
| 8  | 19-02-2018 | Open 13 Provence Marseille                   | ATP 250      | 645 485 €    | Dur (int.)   | Raven Klaasen | Marcus Daniell Dominic Inglot         | 62-7, 6-3, [10-4]  | Parcours |
| 9  | 17-06-2019 | Noventi Open Halle                           | ATP 500      | 2 081 830 €  | Gazon (ext.) | Raven Klaasen | Łukasz Kubot Marcelo Melo             | 4-6, 6-3, [10-4]   | Parcours |
| 10 | 29-07-2019 | Citi Open Washington                         | ATP 500      | 1 895 290 $  | Dur (ext.)   | Raven Klaasen | Jean-Julien Rojer Horia Tecău         | 3-6, 6-3, [10-2]   | Parcours |
| 11 | 24-02-2020 | Dubai Duty Free Tennis Championships Dubaï   | ATP 500      | 2 794 840 $  | Dur (ext.)   | John Peers    | Raven Klaasen Oliver Marach           | 6-3, 6-2           | Parcours |
| 12 | 21-09-2020 | Hamburg European Open Hambourg               | ATP 500      | 1 062 520 €  | Terre (ext.) | John Peers    | Ivan Dodig Mate Pavić                 | 6-3, 6-4           | Parcours |
| 13 | 19-10-2020 | European Open Anvers                         | ATP 250      | 394 800 €    | Terre (ext.) | John Peers    | Rohan Bopanna Matwé Middelkoop        | 6-3, 6-4           | Parcours |
| 14 | 16-05-2021 | Gonet Geneva Open Genève                     | ATP 250      | 419 470 €    | Terre (ext.) | John Peers    | Simone Bolelli Máximo González        | 6-2, 7-5           | Parcours |
| 15 | 12-07-2021 | Hamburg European Open Hambourg               | ATP 500      | 1 030 900 €  | Terre (ext.) | Tim Pütz      | Kevin Krawietz Horia Tecău            | 6-3, 63-7, [10-8]  | Parcours |
| 16 | 01-11-2021 | Rolex Paris Masters Paris                    | Masters 1000 | 2 603 700 €  | Dur (int.)   | Tim Pütz      | Pierre-Hugues Herbert Nicolas Mahut   | 6-3, 64-7, [11-9]  | Parcours |
| 17 | 21-02-2022 | Dubai Duty Free Tennis Championships Dubaï   | ATP 500      | 2 794 840 $  | Dur (ext.)   | Tim Pütz      | Nikola Mektić Mate Pavić              | 6-3, 6-75, [16-14] | Parcours |
| 18 | 06-02-2023 | Dallas Open Dallas                           | ATP 250      | 737 170 $    | Dur (int.)   | Jamie Murray  | Nathaniel Lammons Jackson Withrow     | 1-6, 7-64, [10-7]  | Parcours |
| 19 | 17-04-2023 | Srpska Open Banja Luka                       | ATP 250      | 562 815 €    | Terre (ext.) | Jamie Murray  | Francisco Cabral Aleksandr Nedovyesov | 7-5, 6-2           | Parcours |
| 20 | 21-05-2023 | Gonet Geneva Open Genève                     | ATP 250      | 562 815 €    | Terre (ext.) | Jamie Murray  | Marcel Granollers Horacio Zeballos    | 7-66, 7-63         | Parcours |
| 21 | 20-09-2023 | Huafa Properties Zhuhai Championships Zhuhai | ATP 250      | 981 785 $    | Dur (ext.)   | Jamie Murray  | Nathaniel Lammons Jackson Withrow     | 6-4, 6-4           | Parcours |
| 22 | 19-02-2024 | Qatar ExxonMobil Open Doha                   | ATP 250      | 1 395 875 $  | Dur (ext.)   | Jamie Murray  | Lorenzo Musetti Lorenzo Sonego        | 7-60, 2-6, [10-8]  | Parcours |
| 23 | 17-06-2024 | Cinch Championships Londres                  | ATP 500      | 2 255 655 €  | Gazon (ext.) | Neal Skupski  | Karen Khachanov Taylor Fritz          | 4-6, 7-65, [10-8]  | Parcours |
| 24 | 24-06-2024 | Rothesay International Eastbourne            | ATP 250      | 740 160 €    | Gazon (ext.) | Neal Skupski  | Matthew Ebden John Peers              | 4-6, 7-62, [11-9]  | Parcours |
| 25 | 10-01-2025 | ASB Classic Auckland                         | ATP 250      | 680 140 $    | Dur (ext.)   | Nikola Mektic | Christian Harrison Rajeev Ram         | Forfait            | Parcours |

### Finales en double messieurs
| No | Date       | Nom et lieu du tournoi                                | Catégorie    | Dotation     | Surface      | Vainqueurs                            | Partenaire       | Score                    |          |
| -- | ---------- | ----------------------------------------------------- | ------------ | ------------ | ------------ | ------------------------------------- | ---------------- | ------------------------ | -------- |
| 1  | 20-07-2015 | Claro Open Colombia Bogota                            | ATP 250      | 683 515 $    | Dur (ext.)   | Édouard Roger-Vasselin Radek Štěpánek | Mate Pavić       | 7-5, 6-3                 | Parcours |
| 2  | 19-10-2015 | If Stockholm Open Stockholm                           | ATP 250      | 537 050 €    | Dur (int.)   | Nicholas Monroe Jack Sock             | Mate Pavić       | 7-5, 6-2                 | Parcours |
| 3  | 15-05-2016 | Open de Nice Côte d'Azur Nice                         | ATP 250      | 463 520 €    | Terre (ext.) | Juan Sebastián Cabal Robert Farah     | Mate Pavić       | 4-6, 6-4, [10-8]         | Parcours |
| 4  | 18-07-2016 | J. Safra Sarasin Swiss Open Gstaad Gstaad             | ATP 250      | 463 520 €    | Terre (ext.) | Julio Peralta Horacio Zeballos        | Mate Pavić       | 7-62, 6-2                | Parcours |
| 5  | 19-09-2016 | Moselle Open Metz                                     | ATP 250      | 463 520 €    | Dur (int.)   | Julio Peralta Horacio Zeballos        | Mate Pavić       | 6-3, 7-64                | Parcours |
| 6  | 17-10-2016 | If Stockholm Open Stockholm                           | ATP 250      | 566 525 €    | Dur (int.)   | Elias Ymer Mikael Ymer                | Mate Pavić       | 6-1, 6-1                 | Parcours |
| 7  | 24-10-2016 | Swiss Indoors Basel Bâle                              | ATP 500      | 1 701 320 €  | Dur (int.)   | Marcel Granollers Jack Sock           | Robert Lindstedt | 6-3, 6-4                 | Parcours |
| 8  | 11-06-2018 | Libéma Open Bois-le-Duc                               | ATP 250      | 612 755 €    | Gazon (ext.) | Dominic Inglot Franko Škugor          | Raven Klaasen    | 7-63, 7-5                | Parcours |
| 9  | 02-07-2018 | The Championships Wimbledon                           | G. Chelem    | 15 982 000 £ | Gazon (ext.) | Mike Bryan Jack Sock                  | Raven Klaasen    | 6-3, 67-7, 6-3, 5-7, 7-5 | Parcours |
| 10 | 06-08-2018 | Rogers Cup presented by National Bank Toronto         | Masters 1000 | 5 315 025 $  | Dur (ext.)   | Henri Kontinen John Peers             | Raven Klaasen    | 6-2, 67-7, [10-6]        | Parcours |
| 11 | 01-10-2018 | Rakuten Japan Open Tennis Championships Tokyo         | ATP 500      | 1 781 930 $  | Dur (int.)   | Ben McLachlan Jan-Lennard Struff      | Raven Klaasen    | 6-4, 7-5                 | Parcours |
| 12 | 07-01-2019 | ASB Classic Auckland                                  | ATP 250      | 527 880 $    | Dur (ext.)   | Ben McLachlan Jan-Lennard Struff      | Raven Klaasen    | 6-3, 6-4                 | Parcours |
| 13 | 12-05-2019 | Internazionali BNL d'Italia Rome                      | Masters 1000 | 5 207 405 €  | Terre (ext.) | Juan Sebastián Cabal Robert Farah     | Raven Klaasen    | 6-1, 6-3                 | Parcours |
| 14 | 10-11-2019 | Nitto ATP Finals Londres                              | Masters      | 9 000 000 $  | Dur (int.)   | Pierre-Hugues Herbert Nicolas Mahut   | Raven Klaasen    | 6-3, 6-4                 | Parcours |
| 15 | 02-08-2021 | Citi Open Washington                                  | ATP 500      | 1 895 290 $  | Dur (ext.)   | Raven Klaasen Ben McLachlan           | Neal Skupski     | 7-64, 6-4                | Parcours |
| 16 | 06-06-2022 | BOSS OPEN Stuttgart                                   | ATP 250      | 692 235 €    | Gazon (ext.) | Hubert Hurkacz Mate Pavić             | Tim Pütz         | 7-63, 7-65               | Parcours |
| 17 | 13-06-2022 | Terra Wortmann Open Halle                             | ATP 500      | 2 134 520 €  | Gazon (ext.) | Marcel Granollers Horacio Zeballos    | Tim Pütz         | 6-4, 65-7, [14-12]       | Parcours |
| 18 | 25-07-2022 | Generali Open Kitzbühel                               | ATP 250      | 534 555 €    | Terre (ext.) | Pedro Martínez Lorenzo Sonego         | Tim Pütz         | 5-7, 6-4, [10-8]         | Parcours |
| 19 | 14-08-2022 | Western & Southern Open Cincinnati                    | Masters 1000 | 6 280 880 $  | Dur (ext.)   | Rajeev Ram Joe Salisbury              | Tim Pütz         | 7-64, 7-65               | Parcours |
| 20 | 01-01-2023 | Adelaide International 1 Adélaïde                     | ATP 250      | 642 735 $    | Dur (ext.)   | Lloyd Glasspool Harri Heliövaara      | Jamie Murray     | 6-3, 7-63                | Parcours |
| 21 | 14-08-2023 | Western & Southern Open Cincinnati                    | Masters 1000 | 6 600 000 $  | Dur (ext.)   | Máximo González Andrés Molteni        | Jamie Murray     | 3-6, 6-1, [11-9]         | Parcours |
| 22 | 16-10-2023 | Kinoshita Group Japan Open Tennis Championships Tokyo | ATP 500      | 1 857 660 $  | Dur (ext.)   | Rinky Hijikata Max Purcell            | Jamie Murray     | 6-4, 6-1                 | Parcours |
| 23 | 21-10-2024 | Erste Bank Open Vienne                                | ATP 500      | 2 470 310 €  | Dur (int.)   | Alexander Erler Lucas Miedler         | Neal Skupski     | 4-6, 6-3, [10-1]         | Parcours |
| 24 | 16-06-2025 | HSBC Championships Londres                            | ATP 500      | 2 522 220 €  | Gazon (ext.) | Julian Cash Lloyd Glasspool           | Nikola Mektić    | 6-3, 56-7, [10-6]        | Parcours |

### Finales en double mixte
| No | Date       | Nom et lieu du tournoi   | Catégorie | Dotation     | Surface      | Vainqueurs                         | Partenaire       | Score            |          |
| -- | ---------- | ------------------------ | --------- | ------------ | ------------ | ---------------------------------- | ---------------- | ---------------- | -------- |
| 1  | 31-08-2017 | US Open Flushing Meadows | G. Chelem | 24 193 400 $ | Dur (ext.)   | Martina Hingis Jamie Murray        | Chan Hao-ching   | 6-1, 4-6, [10-8] | Parcours |
| 2  | 28-08-2019 | US Open Flushing Meadows | G. Chelem | 28 619 350 $ | Dur (ext.)   | Bethanie Mattek-Sands Jamie Murray | Chan Hao-ching   | 6-2, 6-3         | Parcours |
| 3  | 28-05-2023 | Roland-Garros Paris      | G. Chelem | 49 600 000 € | Terre (ext.) | Miyu Kato Tim Pütz                 | Bianca Andreescu | 4-6, 6-4, [10-6] | Parcours |

## Parcours dans les tournois duGrand Chelem

### En simple
N'a jamais participé à un tableau final.

### En double messieurs
| 2014 | 1/8 de finale Y. Bhambri \|\| style="text-align:left;" \| Leander Paes R. Štěpánek     | 1er tour (1/32) Ken Skupski \|\| style="text-align:left;" \| Mate Pavić André Sá       | 1er tour (1/32) B. Klahn \|\| style="text-align:left;" \| A. Krajicek D. Young      | 1/8 de finale M. Kukushkin \|\| style="text-align:left;" \| A. Peya Bruno Soares        |                                                                                         |
| 2015 | 1/8 de finale O. Marach \|\| style="text-align:left;" \| S. Bolelli F. Fognini         | 1er tour (1/32) Mate Pavić \|\| style="text-align:left;" \| P. Andújar O. Marach       | 1/8 de finale Mate Pavić \|\| style="text-align:left;" \| Bob Bryan Mike Bryan      | 2e tour (1/16) Mate Pavić \|\| style="text-align:left;" \| P.-H. Herbert N. Mahut       |                                                                                         |
| 2016 | 1er tour (1/32) Mate Pavić \|\| style="text-align:left;" \| A. Krajicek D. Young       | 1er tour (1/32) Mate Pavić \|\| style="text-align:left;" \| Eric Butorac Scott Lipsky  | 1/8 de finale Mate Pavić \|\| style="text-align:left;" \| Jamie Murray Bruno Soares | 2e tour (1/16) Mate Pavić \|\| style="text-align:left;" \| J.-J. Rojer Horia Tecău      |                                                                                         |
| 2017 | 2e tour (1/16) R. Lindstedt \|\| style="text-align:left;" \| Ivan Dodig M. Granollers  | Victoire R. Harrison                                                                   | S. González D. Young                                                                | 1/4 de finale R. Harrison \|\| style="text-align:left;" \| H. Kontinen John Peers       | 1er tour (1/32) R. Harrison \|\| style="text-align:left;" \| J. Chardy F. Martin        |
| 2018 | 1er tour (1/32) Raven Klaasen \|\| style="text-align:left;" \| Scott Lipsky D. Marrero | 1/8 de finale Raven Klaasen \|\| style="text-align:left;" \| N. Mektić A. Peya         | Finale Raven Klaasen                                                                | Mike Bryan Jack Sock                                                                    | 2e tour (1/16) Raven Klaasen \|\| style="text-align:left;" \| M. González Nicolás Jarry |
| 2019 | 1/4 de finale Raven Klaasen \|\| style="text-align:left;" \| L. Mayer João Sousa       | 1er tour (1/32) Raven Klaasen \|\| style="text-align:left;" \| R. Bopanna Marius Copil | 1/2 finale Raven Klaasen \|\| style="text-align:left;" \| J. S. Cabal Robert Farah  | 2e tour (1/16) Raven Klaasen \|\| style="text-align:left;" \| M. Kecmanović Casper Ruud |                                                                                         |
| 2020 | 1/8 de finale John Peers \|\| style="text-align:left;" \| M. Arévalo J. O'Mara         | 2e tour (1/16) John Peers \|\| style="text-align:left;" \| F. Nielsen Tim Pütz         | Annulé                                                                              | Annulé                                                                                  | 1/8 de finale John Peers \|\| style="text-align:left;" \| Sander Gillé Joran Vliegen    |
| 2021 | 1/8 de finale John Peers \|\| style="text-align:left;" \| Rajeev Ram Joe Salisbury     | 2e tour (1/16) John Peers \|\| style="text-align:left;" \| Robin Haase J.-L. Struff    | 1er tour (1/32) Tim Pütz \|\| style="text-align:left;" \| M. Ebden J.-P. Smith      | 1er tour (1/32) Tim Pütz \|\| style="text-align:left;" \| D. Köpfer E. Ruusuvuori       |                                                                                         |
| 2022 | 1/4 de finale Tim Pütz \|\| style="text-align:left;" \| T. Kokkinakis Nick Kyrgios     | 1/8 de finale Tim Pütz \|\| style="text-align:left;" \| M. Arévalo J.-J. Rojer         | 1er tour (1/32) Tim Pütz \|\| style="text-align:left;" \| R. Klaasen M. Melo        | 1/8 de finale Tim Pütz \|\| style="text-align:left;" \| J. S. Cabal Robert Farah        |                                                                                         |
| 2023 | 2e tour (1/16) J. Murray \|\| style="text-align:left;" \| T. Brkić G. Escobar          | 1/8 de finale J. Murray \|\| style="text-align:left;" \| M. Arévalo J.-J. Rojer        | 1/4 de finale J. Murray \|\| style="text-align:left;" \| K. Krawietz Tim Pütz       | 2e tour (1/16) J. Murray \|\| style="text-align:left;" \| P.-H. Herbert N. Mahut        |                                                                                         |
| 2024 | 1er tour (1/32) J. Murray \|\| style="text-align:left;" \| Ariel Behar A. Pavlásek     | 2e tour (1/16) J. Murray \|\| style="text-align:left;" \| G. Barrère L. Pouille        | 1/2 finale N. Skupski \|\| style="text-align:left;" \| H. Heliövaara H. Patten      | 1/4 de finale N. Skupski \|\| style="text-align:left;" \| M. Arévalo Mate Pavić         |                                                                                         |

N.B. : le nom du partenaire se trouve sous le résultat ; les noms des ultimes adversaires se trouvent à droite.

### En double mixte
| Année | Open d'Australie                                                                      | Open d'Australie                                                                           | Internationaux de France                                                                | Internationaux de France                                                           | Wimbledon                                                                              | Wimbledon                                                                         | US Open           | US Open                     |
| ----- | ------------------------------------------------------------------------------------- | ------------------------------------------------------------------------------------------ | --------------------------------------------------------------------------------------- | ---------------------------------------------------------------------------------- | -------------------------------------------------------------------------------------- | --------------------------------------------------------------------------------- | ----------------- | --------------------------- |
| 2014  | —                                                                                     | —                                                                                          | —                                                                                       | —                                                                                  | 1er tour (1/32) Alicja Rosolska                                                        | Liezel Huber Lukáš Dlouhý                                                         | —                 | —                           |
| 2015  | —                                                                                     | —                                                                                          | —                                                                                       | —                                                                                  | 3e tour (1/8) Raluca Olaru                                                             | B. Mattek-Sands Mike Bryan                                                        | —                 | —                           |
| 2016  | —                                                                                     | —                                                                                          | —                                                                                       | —                                                                                  | 1er tour (1/32) M. Irigoyen                                                            | A. Parra Santonja S. González                                                     | —                 | —                           |
| 2017  | 1er tour (1/16) K. Srebotnik                                                          | G. Dabrowski Rohan Bopanna                                                                 | 2e tour (1/8) Alicja Rosolska                                                           | Andreja Klepač Dominic Inglot                                                      | 3e tour (1/8) B. Krejčíková                                                            | Elena Vesnina Bruno Soares                                                        | Finale Chan H.-c. | Martina Hingis Jamie Murray |
| 2018  | 2e tour (1/8) Chan Hao-ching                                                          | M. J. Martínez M. Demoliner                                                                | 1er tour (1/16) Chan H.-c. \|\| style="text-align:left;" \| Demi Schuurs M. Middelkoop  | 1/2 finale K. Srebotnik \|\| style="text-align:left;" \| N. Melichar A. Peya       | 2e tour (1/8) K. Srebotnik \|\| style="text-align:left;" \| Raluca Olaru Franko Škugor |                                                                                   |                   |                             |
| 2019  | 1er tour (1/16) D. Collins \|\| style="text-align:left;" \| Chan H.-c. J.J. Rojer     | 1er tour (1/32) G. Voskoboeva \|\| style="text-align:left;" \| A. Rosolska N. Mektić       | 2e tour (1/16) K. Srebotnik \|\| style="text-align:left;" \| N. Kichenok A-U-H. Qureshi | Finale Chan H.-c.                                                                  | B. Mattek-Sands J. Murray                                                              |                                                                                   |                   |                             |
| 2020  | 2e tour (1/8) Chan H.-c. \|\| style="text-align:left;" \| I. Świątek Ł. Kubot         | Annulé                                                                                     | Annulé                                                                                  | Annulé                                                                             | Annulé                                                                                 | Annulé                                                                            | Annulé            |                             |
| 2021  | 1er tour (1/16) A. Guarachi \|\| style="text-align:left;" \| Ar. Rodionova M. Purcell | —                                                                                          | —                                                                                       | —                                                                                  | —                                                                                      | 1er tour (1/16) Chan H.-c. \|\| style="text-align:left;" \| Y. Shvedova F. Martin |                   |                             |
| 2022  | 1/4 de finale E. Routliffe \|\| style="text-align:left;" \| K. Mladenovic I. Dodig    | —                                                                                          | —                                                                                       | 1er tour (1/16) A. Rosolska \|\| style="text-align:left;" \| V. Williams J. Murray | 1/8 de finale E. Perez \|\| style="text-align:left;" \| J. Ostapenko D. Vega           |                                                                                   |                   |                             |
| 2023  | 1er tour (1/16) Chan H.-c. \|\| style="text-align:left;" \| J. Ostapenko D. Vega      | Finale B. Andreescu                                                                        | M. Kato T. Pütz                                                                         | —                                                                                  | —                                                                                      | —                                                                                 | —                 |                             |
| 2024  | 2e tour (1/8) A. Sutjiadi \|\| style="text-align:left;" \| O. Gadecki M. Polmans      | 1/4 de finale E. Routliffe \|\| style="text-align:left;" \| L. Siegemund É. Roger-Vasselin | 1/2 finale E. Routliffe \|\| style="text-align:left;" \| Hsieh S.-w. J. Zieliński       | 1er tour (1/16) E. Routliffe \|\| style="text-align:left;" \| A. Parks J. Withrow  |                                                                                        |                                                                                   |                   |                             |
| 2025  | 1/2 finale E. Routliffe \|\| style="text-align:left;" \| O. Gadecki J. Peers          | 2e tour (1/8) E. Routliffe \|\| style="text-align:left;" \| D. Krawczyk N. Skupski         | 1er tour (1/16) E. Routliffe \|\| style="text-align:left;" \| L. Stefani J. Salisbury   | —                                                                                  | —                                                                                      |                                                                                   |                   |                             |

N.B. : le nom de la partenaire se trouve sous le résultat ; les noms des ultimes adversaires se trouvent à droite.

## Participation auMasters

### En double
| Année | Ville              | Surface    | Partenaire    | Résultats | Résultat final    |
| ----- | ------------------ | ---------- | ------------- | --------- | ----------------- |
| 2017  | Londres (O2 Arena) | Dur indoor | Ryan Harrison | 3v, 1d    | Demi-finaliste    |
| 2018  | Londres (O2 Arena) | Dur indoor | Raven Klaasen | 1v, 2d    | Éliminé en poules |
| 2019  | Londres (O2 Arena) | Dur indoor | Raven Klaasen | 3v, 2d    | Finaliste         |
| 2020  | Londres (O2 Arena) | Dur indoor | John Peers    | 0v, 3d    | Éliminé en poules |

## Classements ATP en fin de saison
| Année          | 2006 | 2007 | 2008 | 2009 | 2010 | 2011 | 2012 | 2013 | 2014 | 2015 | 2016 | 2017 | 2018 | 2019 | 2020 | 2021 | 2022 | 2023 | 2024 |
| Rang en simple | 1075 | 866  | 1752 | 587  | 328  | 380  | 451  | 388  | 407  | 668  | 1025 | –    | –    | –    | –    | –    | –    | –    | –    |
| Rang en double | –    | 925  | 789  | 681  | 626  | 552  | 320  | 121  | 62   | 44   | 32   | 15   | 16   | 10   | 13   | 15   | 16   | 16   | 17   |

Source : (en) Classements de Michael Venus sur le site officiel de la Fédération internationale de tennis